# Grommash Hellscream
Grommash "Grom" Hellscream er en fiktiv figur i World of Warcraft-universet. Grom var en tidligere høvding for Warsong Clanen. Han var den første ork, der drak af blodet fra Mannoroth the Destructor for at få styrke nok til at kæmpe mod Cenarius, og derved bandt han Horden sammen med the Burning Legion – i sidste ende betalte han den ultimative pris for at befrie sig selv og sit folk fra forbandelsen. Hellscream var rådgiver for og ven af Thrall, der på det tidspunkt var leder (Warchief) af Horden. Hellscream så endda Thrall som en bror.
De kæmpede imod den dæmoniske skabning, som bandt den orkiske race i slaveri: Mannoroth. De to orker vandt kampen, men Grommash bøder med livet. Han ligger begravet i Ashenvale, i området kendt som Demon Fall Canyon, der ligger nær stedet, hvor Grom og Thrall dræbte Mannoroth. Senere fandt man et økse-hul fra Hellscreams økse Gorehowl i Mannoroths panser, der er blevet flyttet lige udenfor Tauren-området, hvor det nu står med en mindeplade dedikeret til Grommash. Øksen tilhører nu Groms søn  Garrosh, men er prins Malchezaar af Karazhans besiddelse.